# 農圃站
農圃站（韓語：농포역）是朝鮮民主主義人民共和國咸镜北道慶源郡農圃里的一個鐵路車站，属于咸北线。

## 邻近车站
咸北线
慶源站 - 農圃站 - 龍堂里站